# Кастел Сан Бенедето (Ријети)
Кастел Сан Бенедето је насеље у Италији у округу Ријети, региону Лацио.
Према процени из 2011. у насељу је живело 79 становника. Насеље се налази на надморској висини од 683 м.